# 190-ті до н. е.

## Події
- правління в Сирії царя Антіоха III Великого;
- корейське державне утворення Чосон Вімана.

## Померли
- 194 до н. е. — Ератосфен, грецький математик, географ і астроном (нар. 276 до н. е.);